# Listă de cărți: R
Lista cărți: A - Ă - B - C - D - E - F - G - H - I - Î - J - K - L - M - N - O - P - Q - R - S - Ș - T - Ț - U - V - W - X - Y - Z
- Răscoala de Liviu Rebreanu
- Război și pace de Lev Tolstoi
- Regina damnaților de Anne Rice
- Robinson Crusoe de Daniel Defoe
- Roșu și negru de Stendhal